# Jindřichohradecké místní dráhy

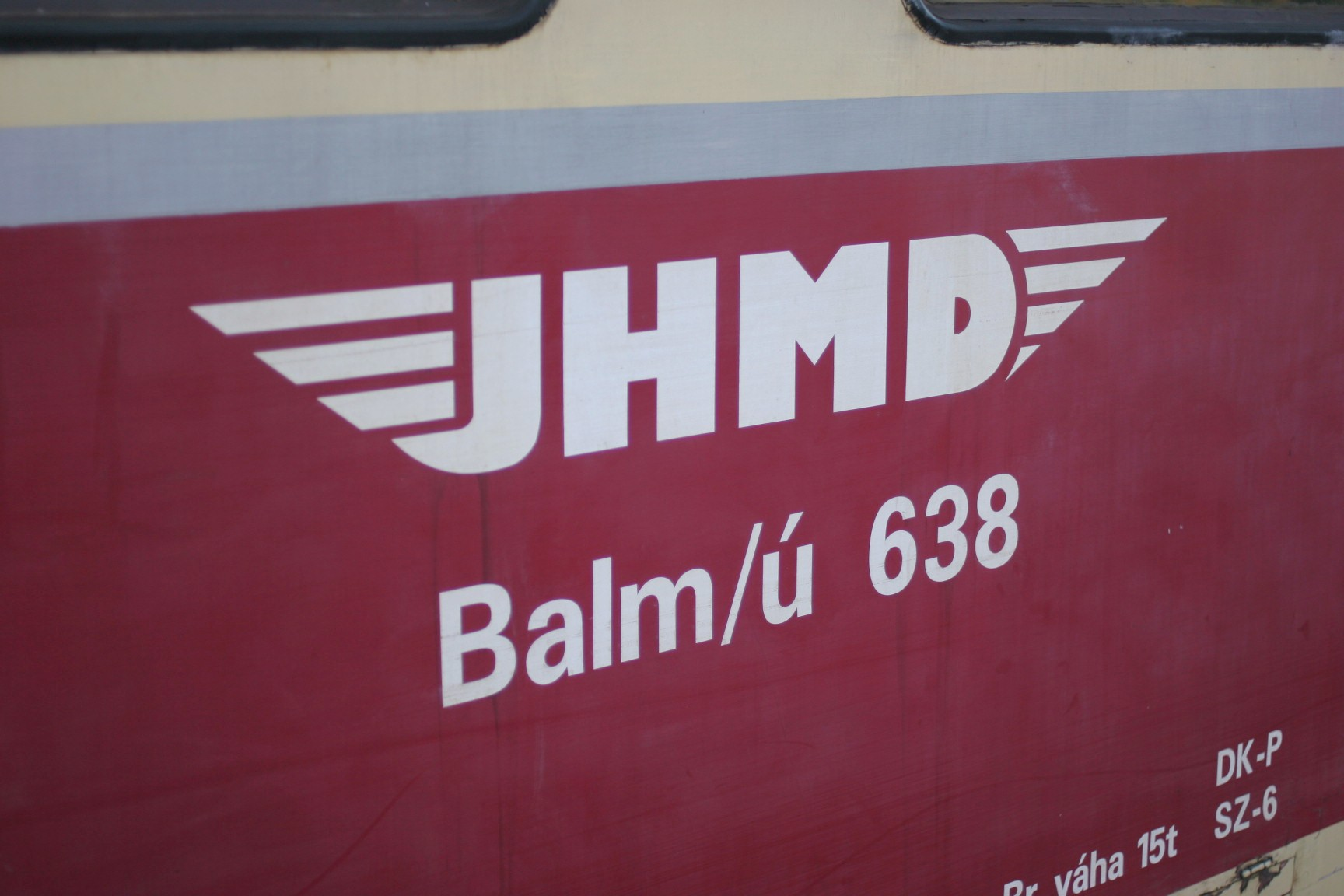
Logo

Jindřichohradecké místní dráhy a.s. (JHMD) war ein privates Eisenbahnunternehmen mit Sitz in Jindřichův Hradec in Tschechien. Die 1998 gegründete Aktiengesellschaft war Eigentümer und Betreiber der schmalspurigen Nebenbahnen Jindřichův Hradec–Obrataň und Jindřichův Hradec–Nová Bystřice in Südböhmen.
Das Unternehmen ist seit dem 7. September 2022 insolvent. Der Eisenbahnbetrieb wurde am 2. Oktober 2022 eingestellt.

## Geschichte

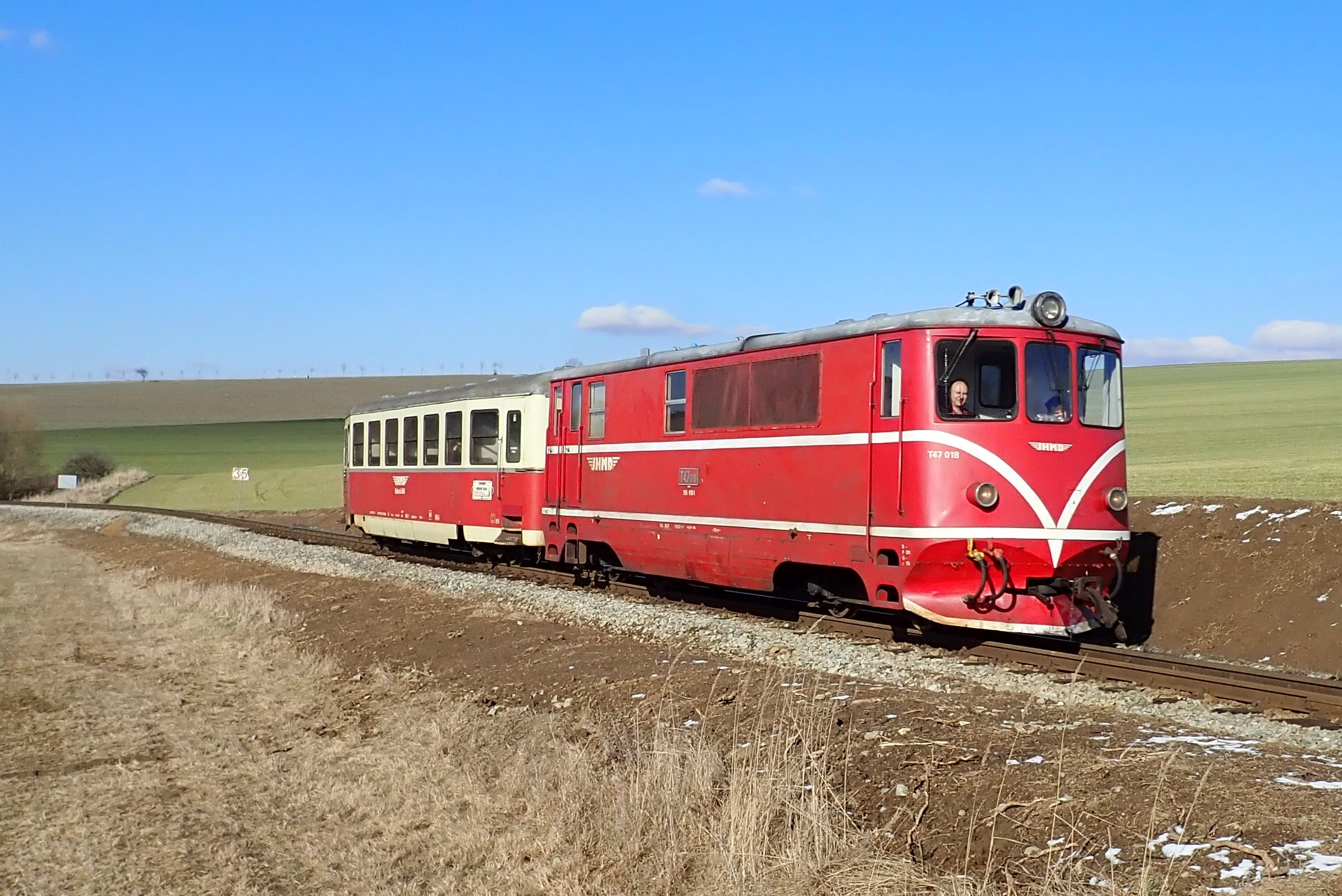
Typischer Reisezug der JHMD. Für das geringe Reisendenaufkommen zwischen Jindřichův Hradec und Obrataň ist ein Wagen ausreichend. (2018)

Die JHMD wurde von Eisenbahnfreunden und einer Gruppe interessierter Unternehmer am 19. September 1994 in Prag gegründet. Im Januar 1995 wurde die neue Gesellschaft im dortigen Handelsregister eingetragen.
Die Gesellschaft betrieb fortan auf den Schmalspurbahnen von Jindřichův Hradec während der Sommermonate den touristischen Zugverkehr. Erst als am 25. Januar 1997 der regelmäßige Zugverkehr auf dem Ast nach Nové Bystřice durch die Staatsbahn České dráhy (ČD) eingestellt wurde, bewarb sich die Gesellschaft auch um eine Übernahme beider Strecken. Am 28. Februar 1998 gingen schließlich beide Schmalspurbahnen für einen symbolischen Preis von 1 Kč an die JHMD über.

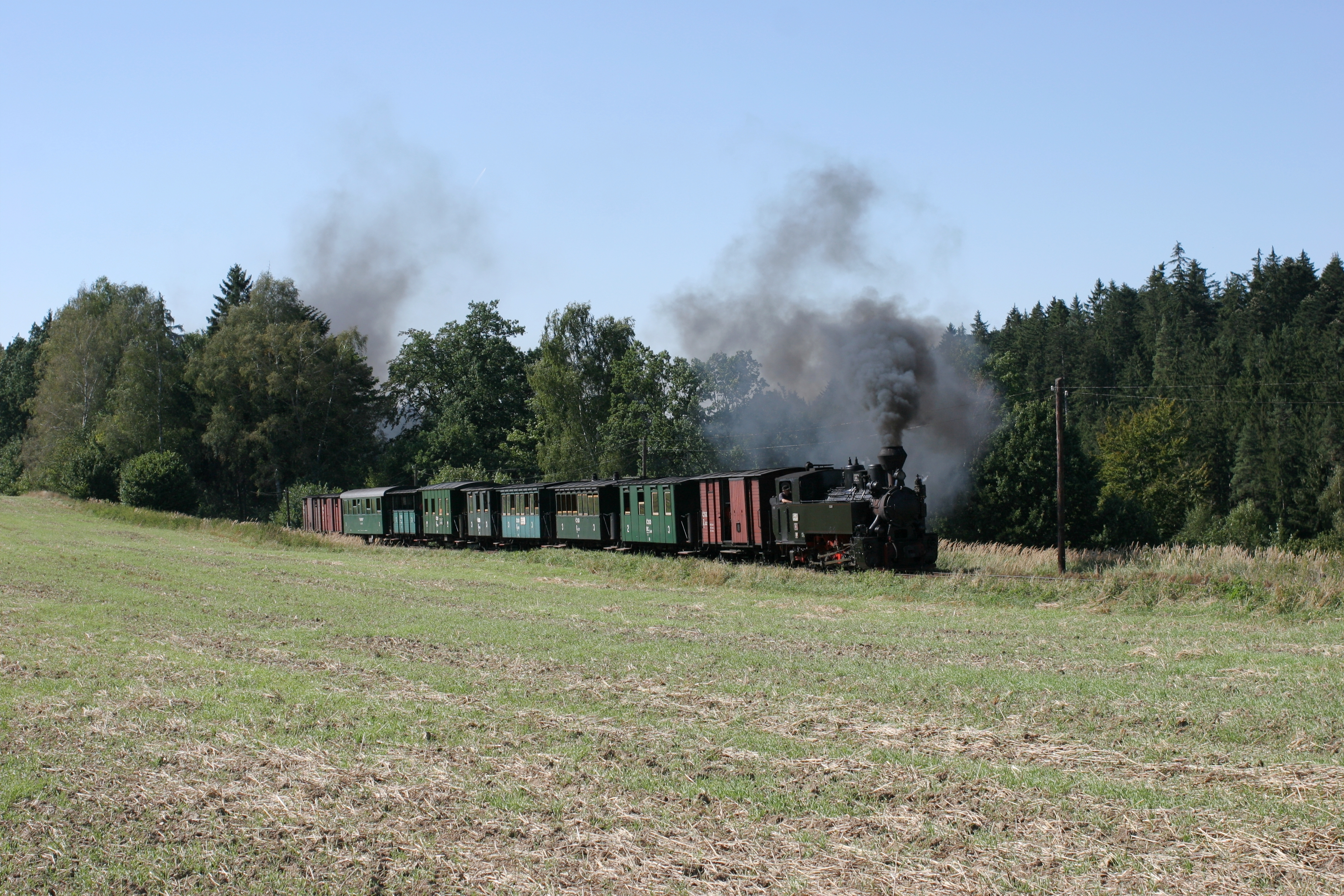
Nostalgiezug bei Blažejov. In der Garnitur laufen alle alten, schmalspurigen Reisezugwagen altösterreichischer Bauart mit, die auf dem Gebiet der Tschechischen Republik betriebsfähig erhalten sind. (2018)

JHMD betreibt seitdem auf beiden Streckenästen sowohl den öffentlichen Personennahverkehr, den verbliebenen Güterverkehr zwischen Jindřichův Hradec und Kunžak-Lomy als auch einen touristischen Nostalgieverkehr mit historischen Fahrzeugen.
Im Jahr 1999 übernahm die JHMD von NADAS den einzigen Hersteller Tschechiens für Edmondsonsche Pappfahrkarten. Die Druckerei befindet sich seit 2000 in Kamenice nad Lipou. Die Fahrkarten werden sowohl für den eigenen Bedarf als auch für Museumsbahnen und den Nostalgieverkehr der Staatsbahn ČD produziert. Bis 2016 wurden die Pappfahrkarten noch auf den Bahnhöfen ausgegeben, von 2016 bis 2020 wurden im Regelbetrieb Abreißfahrkarten ausgegeben, die schließlich im Dezember 2020 Fahrscheinen auf Thermopapier wichen, wie sie auch die ČD ausgeben. Seitdem beteiligen sich die JHMD auch am tschechischen Einheitstarif OneTicket.
Von 2009 bis 2013 war JHMD auch Betreiber des saisonalen Personenverkehrs auf den normalspurigen Strecken Čížkovice–Obrnice (Švestková dráha) und Kaštice/Vilémov–Kadaň-Prunéřov (Doupovská dráha) im Ústecký kraj. Der Geschäftsführer der JHMD, Jan Šatava gründete 2011 das eigene Eisenbahnverkehrsunternehmen Railway Capital. Er verließ die JHMD im Februar 2012 und übernahm später die Fahrzeuge und alle Verkehrsleistungen der JHMD auf Regelspurstrecken.
Im Dezember 2017 endete der Mietvertrag mit dem Technischen Nationalmuseum Prag, das in den 1990er Jahren vier Wagen und eine Lokomotive für den Betrieb der Nostalgiezüge bereitgestellt hatte. Es handelt sich dabei um die Malletlokomotive U 47.001 und vier Güterwagen. Sie sind heute im Museumsdepot in Chomutov hinterstellt. Grund für die Auflösung des Mietvertrages war ein Schaden am Triebwerk an U 47.001, dessen Reparatur etwa zwei Millionen Kronen kosten würde. Die JHMD verweigerte jedoch die Kostenübernahme und verwies stattdessen auf die getätigten Investitionen während der Einsatzzeit der Lokomotive.

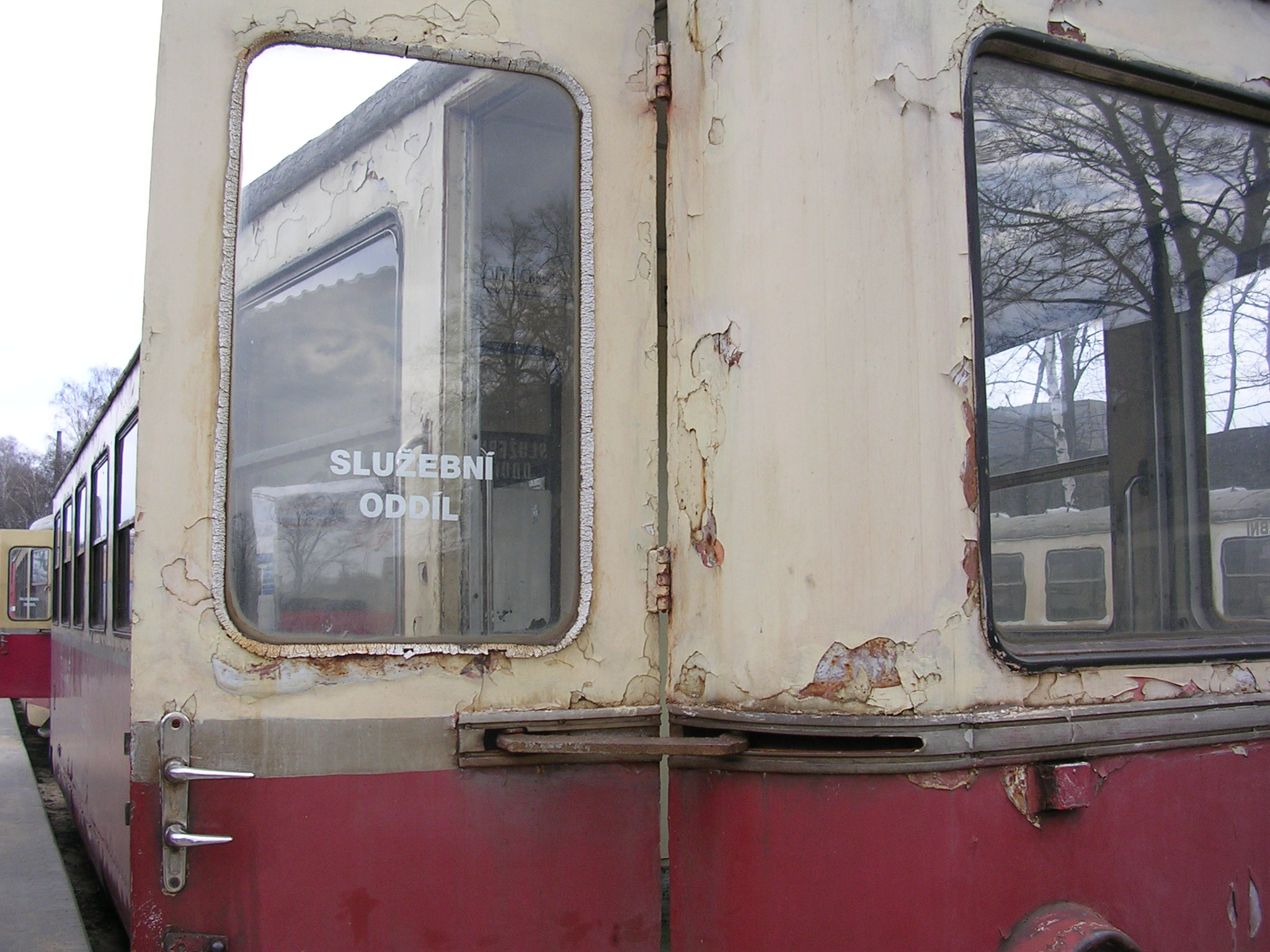
Zustand eines Reisezugwagens im April 2006: Das Fahrzeug hat offensichtlich noch nie eine Grundinstandsetzung bekommen und trägt noch den (abblätternden) Originalanstrich.

Der staatliche Infrastrukturbetreiber Správa železnic übernahm am 16. Oktober 2017 die Betriebsführung für die beiden eigenen Strecken von Jindřichův Hradec nach Nové Bystřice sowie Obrataň. Die Zusammenarbeit mit der SŽDC begann nach einem Unfall im August 2016. Die Eisenbahninspektion hatte daraufhin festgestellt, dass gesetzliche Vorschriften nicht eingehalten worden waren. Der Betriebsvertrag mit der Správa Železnic hat ein Volumen von zwei Millionen Kronen jährlich. Die JHMD zahlt 125.000 Kč monatlich und trägt darüber hinaus die Kosten für die Weiterbildung der Mitarbeiter und die Erstellung von Fahrplänen. Zur Anwendung kommt seitdem die Vorschrift für den vereinfachten Verkehrsdienst D3.
Die JHMD kam aus finanziellen Gründen ihren Zahlungsverpflichtungen nur unvollständig nach, sodass Správa Železnic den Betriebsvertrag schließlich zum 30. September 2019 kündigte. Am 11. September 2019 beliefen sich die Außenstände auf insgesamt 1,9 Millionen Kronen. Ende September 2019 beschloss das Parlament der Region Südböhmen schließlich einen neuen Verkehrsvertrag mit einer Laufzeit von fünf Jahren, der auch den Kauf neuer Fahrzeuge umfasst. Die Zuschüsse pro Zugkilometer werden damit von 87 auf zunächst 125 Kronen angehoben. Für die Folgejahre sind weitere Anhebungen geplant, sodass über die Vertragslaufzeit im Durchschnitt 138,65 Kronen pro Kilometer gezahlt werden. Bis 2022 will die Region Südböhmen zudem drei neue Motorzüge für die JHMD beschaffen. Am 1. Oktober 2019 schloss die JHMD nach Begleichung aller Außenstände einen neuen Betriebsvertrag mit der staatlichen Infrastrukturverwaltung Správa Železnic.
Für den Streckenabschnitt in der Region Vysočina war bis 2024 weiterhin ein Verkehrsvertrag in Kraft, der lediglich Zuschüsse von 87 Kronen pro Zugkilometer vorsah. Sollte es nicht zu einer Vertragsverlängerung kommen, sicherte die Region Südböhmen zu, weiterhin Züge bis Kamenice nad Lipou bestellen zu wollen.
Infolge der Corona-Pandemie wurden in den Jahren 2020 und 2021 erheblich weniger Fahrgäste befördert als vorher. Die fehlenden Einnahmen wurden zwar später von der Region Südböhmen teilweise ausgeglichen, aber nicht von der Region Vysočina. In der Folge geriet das Unternehmen endgültig in eine existenzbedrohende finanzielle Schieflage. So wurden etwa im Jahr 2021 die Beiträge zu den Kranken- und Rentenkassen sowie Steuern nicht mehr bezahlt. Das Unternehmen beantragte dementsprechend Gläubigerschutz und bekam diesen im Rahmen eines Moratoriums genehmigt. Im Oktober 2021 leitete das tschechische Eisenbahnamt (Drážní úřad; DÚ) darum ein Verfahren zum Entzug der Betriebserlaubnis ein.

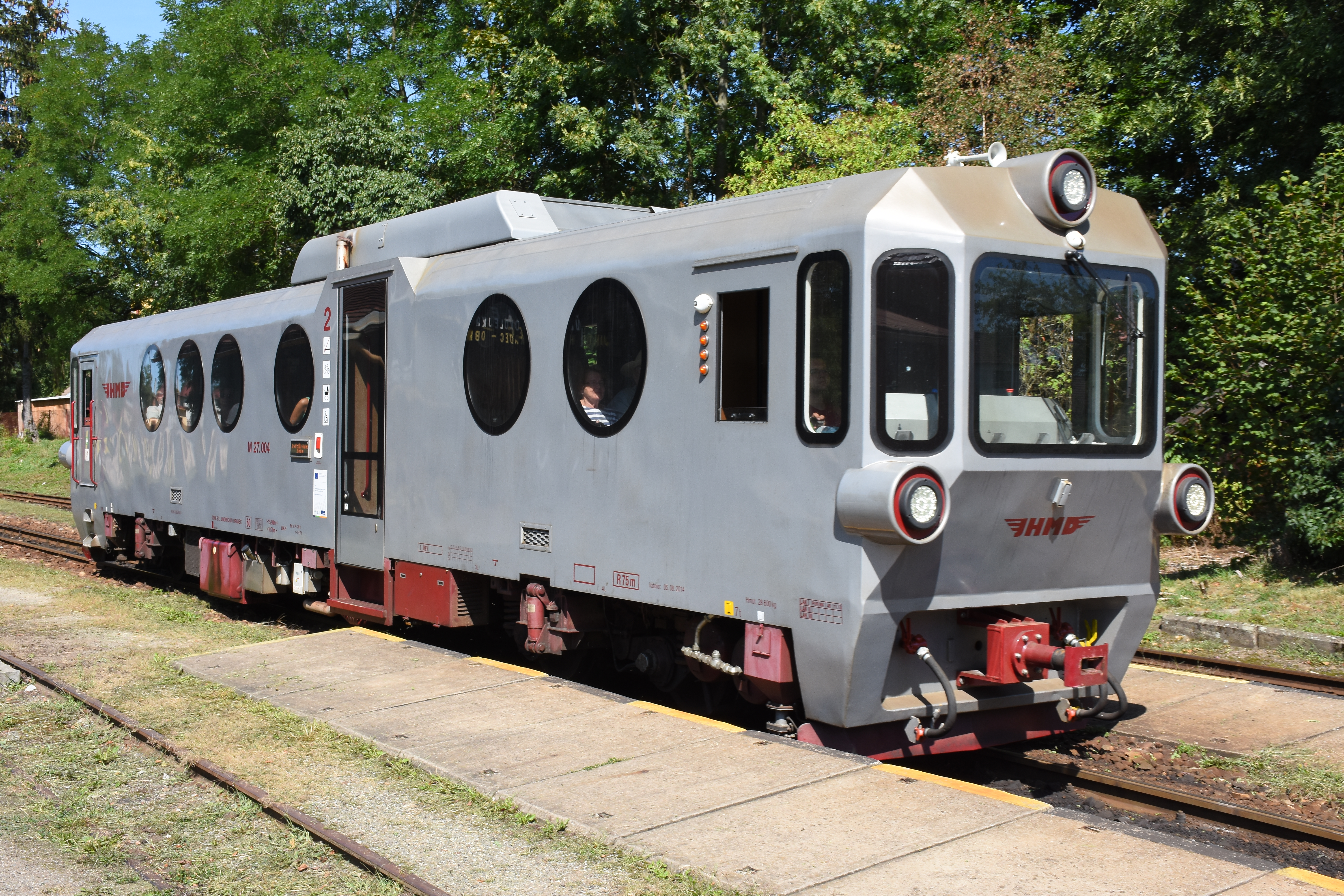
Die in Polen erworbenen vier Triebwagen der PKP-Baureihe MBxd2 wurden umgebaut und zwischen Jindřichův Hradec und Obrataň eingesetzt. Die umstrittene Modernisierung mit den kleinen Fenstern führte auf der Strecke zu einem signifikanten Fahrgastrückgang. Zum Schluss war von den despektierlich als „hašišbedna“ (Haschischkiste) titulierten Fahrzeugen nur noch eines betriebsfähig. (2015)

Im Sommer 2022 erklärte die JHMD ihre Zahlungsunfähigkeit. Das Kreisgericht in České Budějovice eröffnete daraufhin am 7. September 2022 ein Insolvenzverfahren gegen die JHMD. Ende Juni schuldete die JHMD ihren 140 Gläubigern insgesamt 160,7 Millionen Kronen. Größter Gläubiger war die Raiffeisenbank, die ihren Kreditvertrag mit der JHMD bereits im April 2022 kündigte und ferner beantragte, dass alle Zahlungen an die JHMD direkt auf das Konto der Raiffeisenbank erfolgen, um somit die Schulden minimieren zu können. Laut Aussage der JHMD war bereits ein Sanierungsplan erarbeitet, der unter anderem auch den Verkauf von Unternehmenseigentum und die Normalisierung der Geschäftsbeziehung mit der Region Vysočina vorsah. Ihm stimmten die meisten Gläubiger zu. Der planmäßige Eisenbahnbetrieb auf den beiden Strecken lief zunächst ohne Einschränkungen weiter.
Am 27. September 2022 informierte die JHMD das Kreisgericht, dass die Region Südböhmen die Zahlung der Betriebskostenzuschüsse eingestellt hat. Aufgrund der fehlenden Gelder konnte die JHMD die Gehälter ihrer Mitarbeiter für den Monat August schon nicht mehr auszahlen. Zudem lief am 2. Oktober 2022 die bislang gültige Sicherheitsbescheinigung für den Eisenbahnbetrieb aus. Die Frist für eine Neuerteilung der Sicherheitsbescheinigung beträgt mindestens 120 Tage, der Antrag für eine Verlängerung ging jedoch erst am 29. September 2022 beim Eisenbahnamt ein. Der Eisenbahnbetrieb musste daraufhin am Abend des 2. Oktober 2022 eingestellt werden. Letzter Zug war der Personenzug Os 21243 von Kamenice nad Lipou nach Jindřichův Hradec mit fahrplanmäßiger Ankunft um 21:09 Uhr. Der letzte Zug des Tages in der Gegenrichtung wurde bereits im Schienenersatzverkehr gefahren, da eine Rückführung der Garnitur noch am selben Tag nicht mehr möglich gewesen wäre.
Die Öffentlichkeit wurde über die kurzfristige Betriebseinstellung nicht informiert, die Webseite der JHMD war seit mindestens 28. September bis 2. Oktober 2022 nicht mehr erreichbar.
Am 6. Oktober 2022 lehnte das Gericht den vorgestellten Sanierungsplan ab. Als Insolvenzverwalterin wurde Daniela Urbanová bestellt. Das Gericht bemängelte insbesondere, dass die JHMD ihr Vermögen und die Schulden nicht vollständig offengelegt hat. So wurden etwa die Verbindlichkeiten gegenüber dem Mehrheitsaktionär und Geschäftsführer Boris Čajánek in Höhe von 39 Millionen Kronen gegenüber den Gläubigern verschwiegen.
Die Qualität des unangekündigten Schienenersatzverkehrs wurde insbesondere von der Region Südböhmen bemängelt. Die Busse waren nicht richtig gekennzeichnet und fuhren teilweise in veränderten Fahrplanlagen. Zwischenzeitlich wurden die ČSAD Autobusy České Budějovice beauftragt, den Ersatzverkehr in direkter Vergabe zu erbringen. Die Kündigung des Verkehrsvertrages wegen Nichterfüllung und die Einführung einer neuen regulären Buslinie als Ersatz folgte. Der Betrieb der Züge kostete die Region 32 Millionen Kronen jährlich. Für den direkt beauftragen Busverkehr wurde dagegen mit Kosten von lediglich zwölf Millionen Kronen kalkuliert. Am 29. Oktober 2022 wurde der Schienenersatzverkehr beendet. Die Verkehrsleistungen wurden durch reguläre Buslinien übernommen.
Am 8. November 2022 ließ der Klub přátel jindřichohradeckých úzkokolejek (Klub der Freunde der Neuhäuser Schmalspurbahnen; KPJÚ) zwei eigene, im Freien abgestellte Personenwagen abfahren, die im historischen Zug eingereiht waren. Sie wurden auf dem Gelände des Klub historie kolejové dopravy (KHKD) in Kněževes gesichert hinterstellt.
Wegen der ausbleibenden Lohnzahlungen kündigten bis Ende Oktober 55 der 80 Mitarbeiter. Der Geschäftsführer Boris Čajánek verließ die JHMD im November 2022.
Im Jänner 2023 entzog das tschechische Eisenbahnamt (Drážní úřad; DÚ) den JHMD die Betriebserlaubnis wegen finanziellen Unvermögens. Es ist der erste Fall in der Tschechischen Republik, dass einem im öffentlichen Personenverkehr aktiven Unternehmen diese Genehmigung entzogen werden musste.
Im Mai 2023 übernahm die Insolvenzverwalterin Daniela Urbanová die Geschäftsführung des Unternehmens. Die bisherigen Geschäftsführer Boris Čajánek, sein Sohn Ondřej Čajánek sowie Martin Malé wurden entlassen. Als erste Maßnahme zur möglichen Wiederaufnahme des Eisenbahnverkehrs beantragte die Insolvenzverwalterin eine neue Betriebsgenehmigung beim Eisenbahnamt.
Am 25. Mai 2023 lehnte die einberufene Gläubigerversammlung eine Sanierung des Unternehmens ab. Die bisherige Insolvenzverwalterin Daniela Urbanová wurde durch David Jánošík ersetzt.
Im Jänner 2024 genehmigte das Landgericht den Sanierungsplan des Gläubigers Jan Kysela. Eine Gruppe von Investoren sollte die Infrastruktur und die Fahrzeuge aus der Konkursmasse vollständig übernehmen und gleichzeitig an einen bis Ende Mai 2024 neu zugründenden Gemeindeverband übergeben. Die Rückzahlungen an die Investorengruppe sollten dann langfristig (über 30 Jahre) aus den Einnahmen der Bahn erfolgen. Das bisherige Eisenbahnverkehrsunternehmen Jindřichohradecké místní dráhy a.s. (JHMD) soll nach diesem Konzept liquidiert werden.
Am 11. April 2024 vergab die Region Südböhmen den Betrieb der Strecke Jindřichův Hradec–Nová Bystřice per Direktvergabe an Gepard Express. Die Region Vysočina schloss sich dieser Entscheidung an. Im Jahr 2024 sollten die Reisezüge vom 15. Juni bis zum 28. Oktober 2024 verkehren. Das vereinbarte Fahrplankonzept sah grundsätzlich einen Eisenbahnbetrieb zwischen Ostern und Ende Oktober vor, dabei soll zwischen Juni und Ende September ein täglicher Betrieb sichergestellt sein. Für den Betrieb der Nostalgiezüge wurde die Firma Good thing gebunden.
Ende Juli 2024 erteilte das Eisenbahnamt das Sicherheitszertifikat für den Abschnitt Hůrky–Nová Bystřice, mit Gütigkeit ab 3. August. Am 10. August wurde dort ein touristisch orientierter Eisenbahnbetrieb an den Wochenenden und Feiertagen aufgenommen.
Am 19. September 2024 erteilte das Eisenbahnamt (drážní úřad) zudem eine neue Sicherheitsbescheinigung für den Abschnitt odb. Dolní Skrýchov–Kamenice nad Lipou. Am 10. November wurde auch die Wiederaufnahme des Betriebes auf dem gesamten Dreischienengleis bis odb. Kanclov genehmigt. Ein planmäßiger Eisenbahnverkehr in der Relation Jindřichův Hradec–Kamenice nad Lipou war damit wieder möglich.
Nach dem Scheitern aller Sanierungskonzepte stand die JHMD im April 2025 in einer Auktion als Ganzes zum Verkauf. Das Mindestgebot betrug 78 Millionen Kronen, während der Wert des Unternehmens auf etwa 143 Millionen Kronen geschätzt wurde. Die Eisenbahnunternehmen Good thing und Gepard Express reichten Angebote ein. Gepard Express gewann die Auktion mit einem Gebot von 83 Millionen Kronen. Das Kreisgericht in České Budějovice genehmigte den Verkauf am 2. Juli 2025.

## Strecken
- Jindřichův Hradec–Obrataň
- Jindřichův Hradec–Nová Bystřice

## Lokomotiven und Wagen

### Diesellokomotiven und -triebwagen
Die JHMD übernahm 1997 insgesamt 11 Lokomotiven der Baureihe 705.9 (ČSD T 47.0) von den České dráhy. Diese Lokomotiven waren Mitte der 1950er Jahre speziell für die Schmalspurbahnen der ČSD von ČKD in Prag entwickelt worden. Zum Zeitpunkt der Übernahme waren fast alle dieser Lokomotiven schon über 40 Jahre alt und damit an der Grenze ihrer Lebensdauer angelangt. Um einen weiteren Betrieb dieser Lokomotiven sicherzustellen, ließ die JHMD einen Teil der Lokomotiven bei ŽOS Česká Třebová grundlegend modernisieren. Neben dem Austausch des Dieselmotors wurde auch die komplette elektrische Ausrüstung einschließlich des Traktionsgenerators ersetzt.
In jüngerer Zeit erwarb die JHMD mehrere gebrauchte Fahrzeuge von polnischen Schmalspurbahnen. Neben einer Lokomotive des rumänischen Typs FAUR L45H befinden sich darunter auch mehrere Triebwagen der PKP-Baureihe MBxd2. Sie werden in modernisierter Form („Nautilus“) auf der Strecke Jindřichův Hradec–Obrataň eingesetzt.
| Baureihe         | Bild | Hersteller    | Baujahre  | Anzahl | Herkunft                   | Bemerkung                                                                                    |
| T 29.014 (702.9) |      | ZŤS Martin    | 1967      | 1      | SU, a.s.                   | -                                                                                            |
| T 47.0 (705.9)   |      | ČKD Sokolovo  | 1954/1958 | 9      | ČSD                        | vier Lokomotiven neumotorisiert und modernisiert, alle anderen sind abgestellt bzw. verkauft |
| T 48.001 (706.9) |      | FAUR Bukarest | 1967      | 1      | Zuckerfabrik Tuczno, Polen | 2018 an Kindereisenbahn Swerdlowsk in Jekaterinburg verkauft                                 |
| M 27.0 (805.9)   |      | FAUR Bukarest | 1986      | 4      | PKP                        | neumotorisiert und modernisiert                                                              |

### Dampflokomotiven
Vor den Nostalgiezügen setzen die JHMD auch Dampflokomotiven ein. Neben Fahrzeugen des Technischen Nationalmuseums Prag kamen dabei auch drei eigene Lokomotiven zum Einsatz. Zwei der Lokomotiven wurden in jüngerer Zeit in Polen und Rumänien erworben.
| JHMD-Nr. | Bild | Herkunft           | Hersteller  | Baujahr | Bemerkung                      |
| U 37.002 |      | kkStB U 12         | Krauss/Linz | 1898    | -                              |
| U 37.008 |      | FBB Nr. 12         | Krauss/Linz | 1899    | Ersatzteilspender für U 37.002 |
| U 46.001 |      | ACC Criscior Nr. 8 | Reșița      | 1958    | -                              |
| U 46.101 |      | PKP Px48           | Chrzanów    | 1953    |                                |

### Wagen
Für den regulären Reisezugverkehr stehen heute ausschließlich vierachsige Personenwagen der Bauart Balm/u zur Verfügung, die in den 1960er Jahren von ČKD in Prag gefertigt wurden. Die Wagen besitzen hartgepolsterte Sitzbänke, geschlossene Endbühnen, Übersetzfenster und eine eigene Ölheizung. Der Güterverkehr wird mit Rollböcken abgewickelt, die in den 1980er Jahren von der Waggonfabrik Poprad gefertigt wurden. Einige vierachsige, gedeckte Güterwagen dienen insbesondere als Fahrradwagen in den Personenzügen.

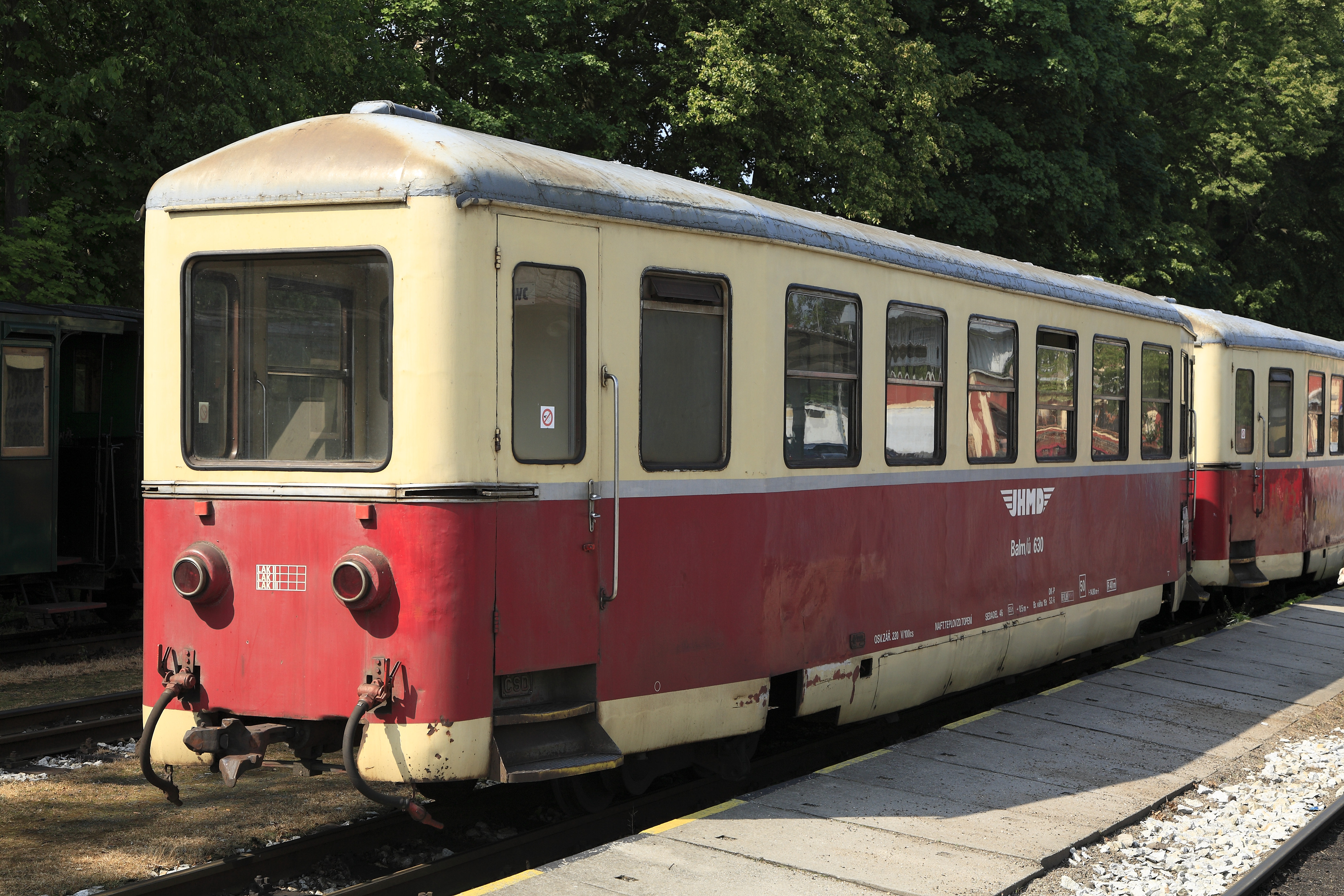
Reisezugwagen Balm/ú
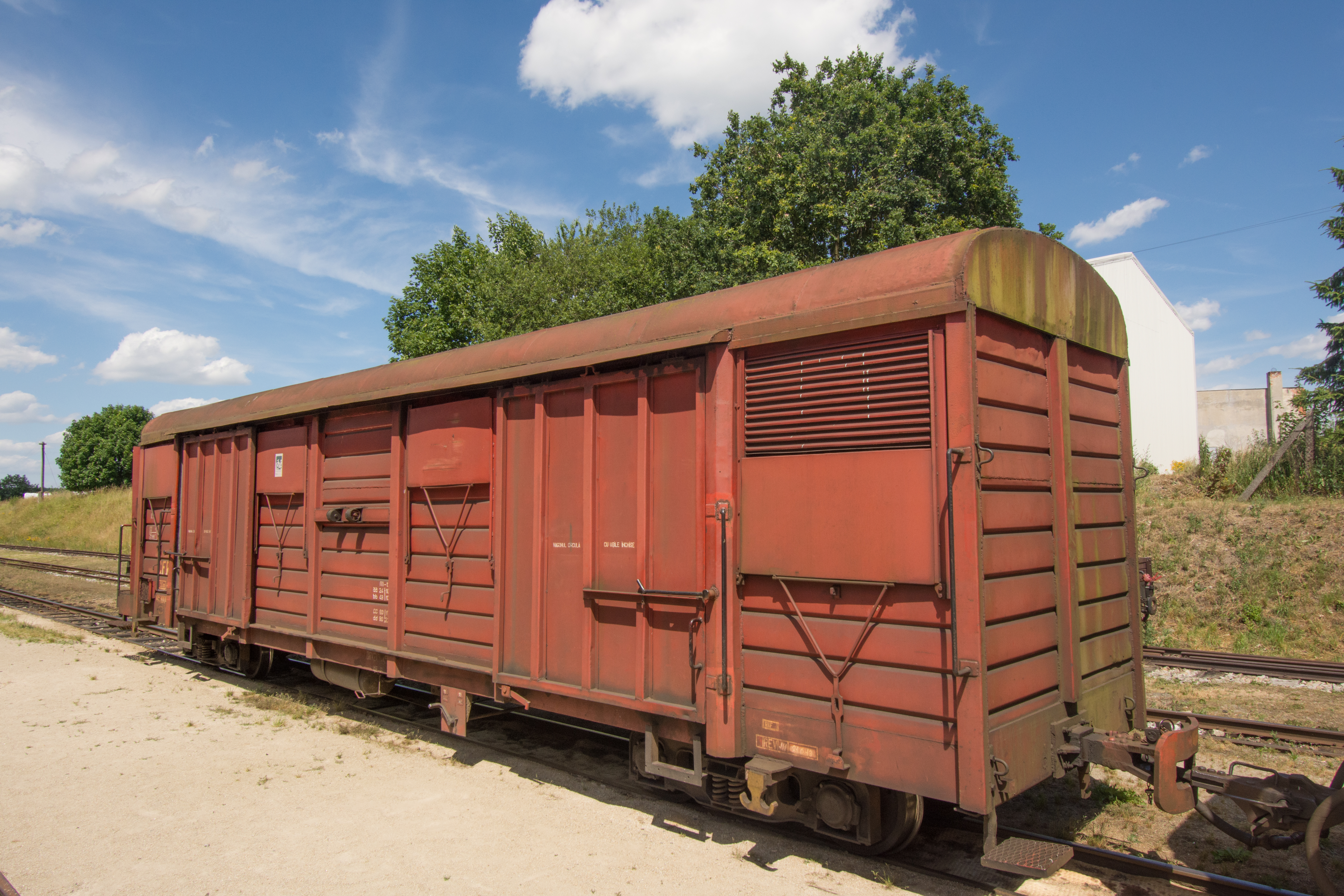
Gedeckter Güterwagen rumänischer Herkunft als Fahrradwagen
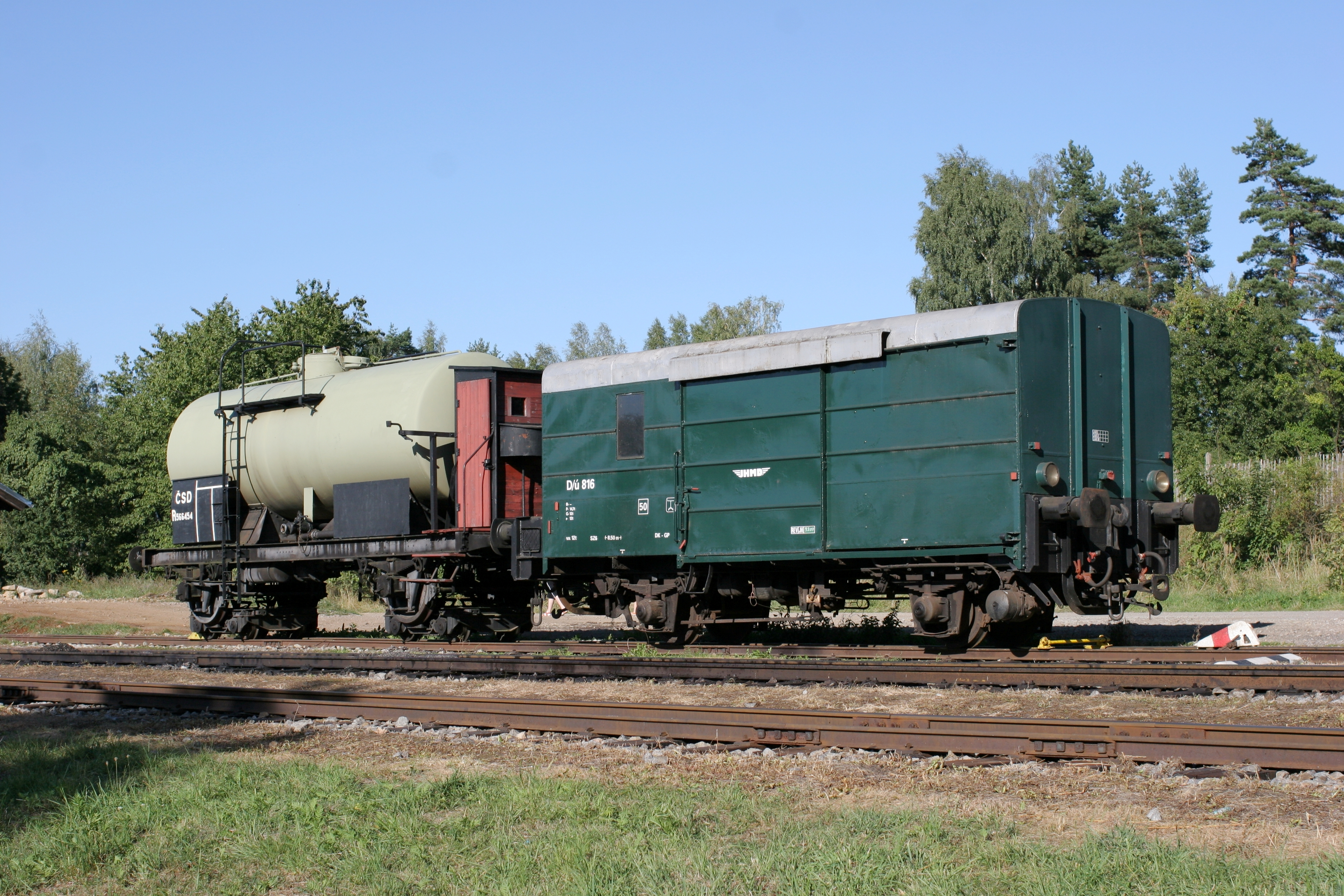
Bremswagen für Rollbockverkehr
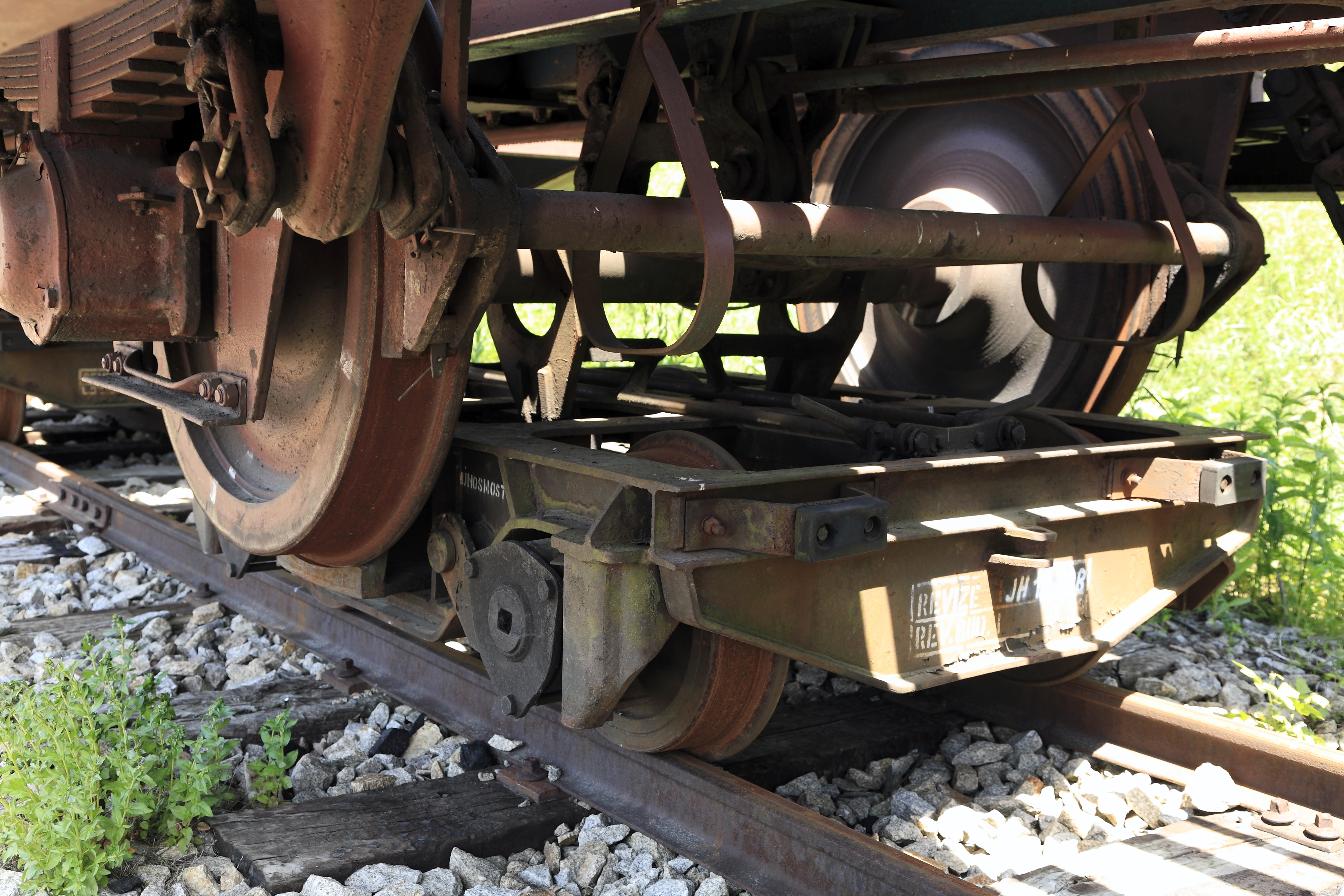
Rollbock

Für den Nostalgieverkehr steht ein historischer Zug im Stil der ČSD zur Verfügung:

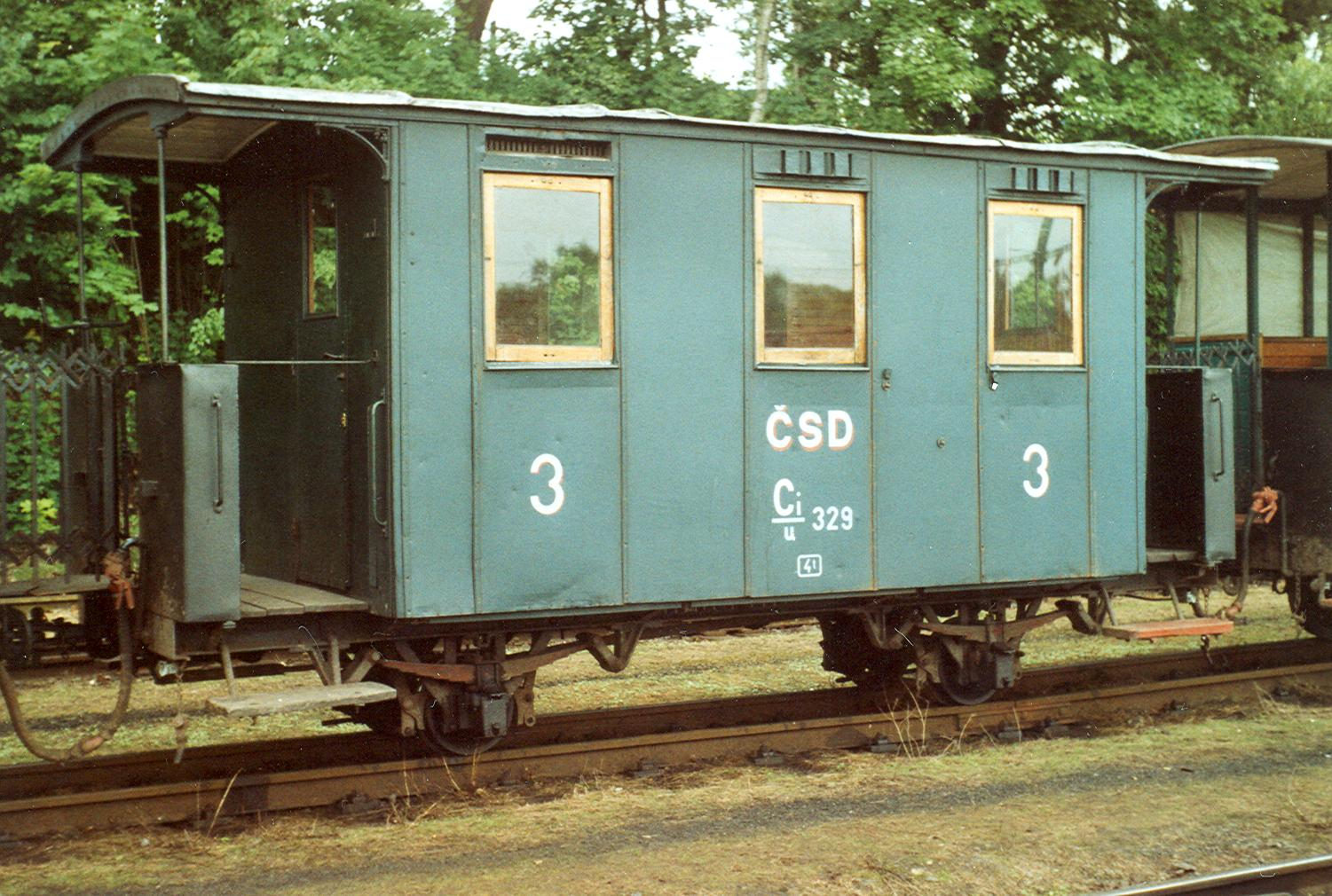
Historischer Wagen
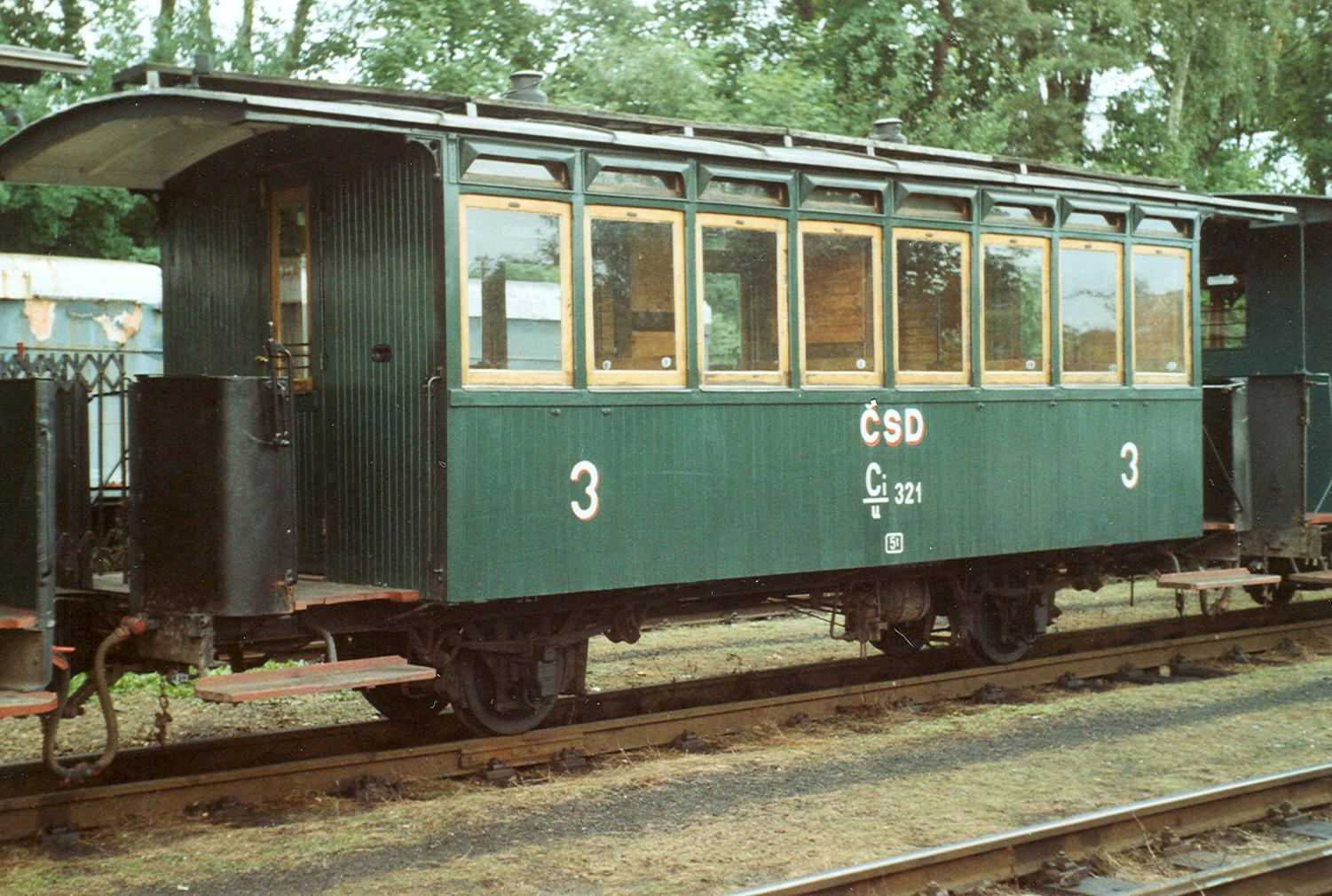
Historischer Wagen
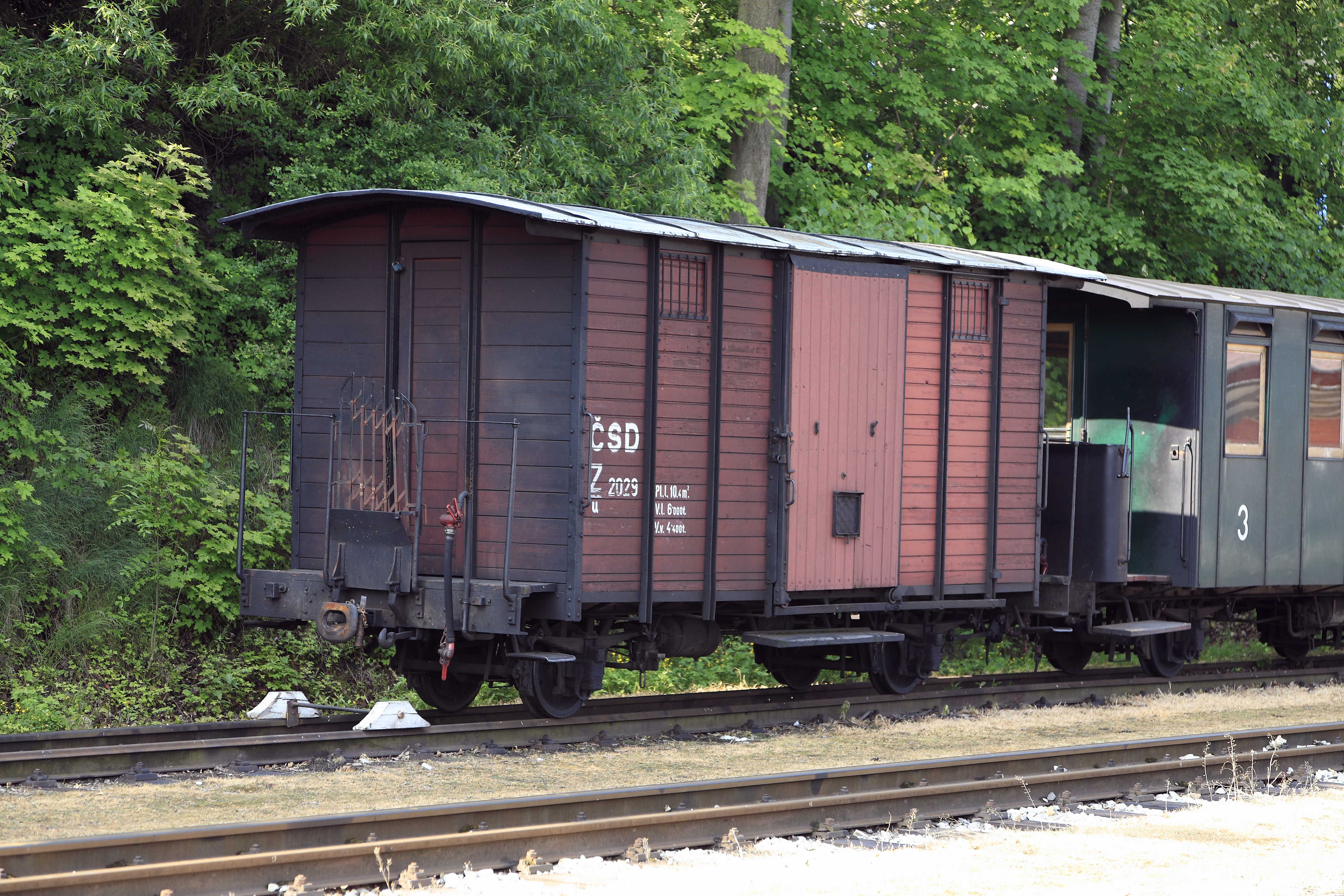
Gedeckter Güterwagen
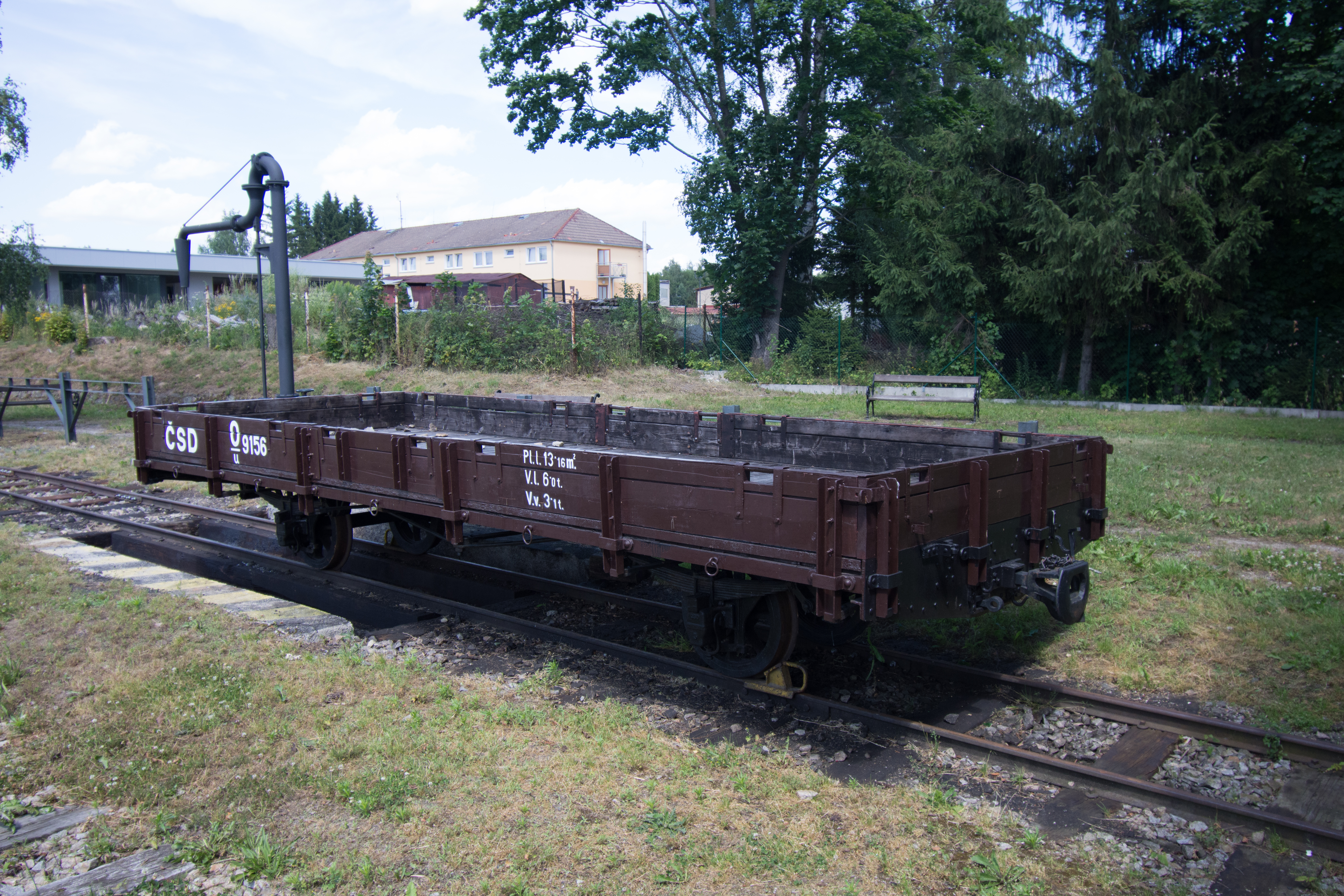
Offener Güterwagen